# Waldsteppenmurmeltier
Das Waldsteppenmurmeltier (Marmota kastschenkoi) ist eine Hörnchenart aus der Gattung der Murmeltiere (Marmota). Es kommt nur im südwestlichen Sibirien in der Region um Nowosibirsk, Tomsk und Kemerowo in Russland vor.

## Merkmale
Das Waldsteppenmurmeltier erreicht eine Kopf-Rumpf-Länge von etwa 49,5 bis 64,0 Zentimetern, der Schwanz wird etwa 12,4 bis 20 Millimeter lang und ist damit wie bei allen Murmeltieren deutlich kürzer als der restliche Körper. Das Gewicht liegt bei etwa 3000 bis 6300 Gramm im Frühjahr und 4600 bis 9000 Gramm im Herbst. Die Tiere haben eine dunkelbraune Rückenfärbung die Unterseite ist etwas heller und kann gelblich oder sandfarben braun bis rötlich braun sein. Die Schnauze ist ebenfalls braun mit sandfarbenen oder rotbraunen Flecken um die Nase und einem weißen Flecken am Kinn.

## Verbreitung
Das Waldsteppenmurmeltier kommt als Endemit nur im südwestlichen Sibirien in der Region um Nowosibirsk, Tomsk und Kemerowo in Russland vor.

## Lebensweise
Das Waldsteppenmurmeltier ist tagaktiv und lebt in offenen Waldsteppen und Weidengebieten. Es ist auch in verlassenen Gebäuden und auf alten Friedhöfen anzutreffen. Die Tiere sind herbivor und die Nahrung besteht vor allem aus jungen Gräsern und Kräutern und anderen verfügbaren Pflanzen des Lebensraums, dabei fressen sie regional auch Garten-Anbaufrüchte wie Bohnen und Erbsen. In der Nähe von menschlichen Behausungen können sie auch zu einer nächtlichen Nahrungssuche übergehen.
Die Tiere leben wie andere Murmeltiere am Boden und in unterirdischen Bauen. Die Aktivitätsperiode ist vergleichsweise kurz und die Tiere überwintern im Winterschlaf für sieben bis acht Monate. Sie bilden Kolonien, die in der Regel aus Familiengruppen aus einem dominanten Männchen, zwei bis drei erwachsenen Weibchen und vier bis acht nicht geschlechtsreifen Jungtieren mit einem Alter bis drei Jahren. Das Territorium einer solchen Familiengruppe umfasst etwa einen Hektar. Die Baue liegen in der Regel am Hang und besitzen mehrere Eingänge mit typischen Erdhaufen und werden sowohl zur Jungenaufzucht wie auch zur Überwinterung genutzt. Darüber hinaus bestehen mehrere Fluchtbaue am Rand der Kolonie. Bei Bedrohung stoßen die Tiere hochfrequente Pfiffe als Warnlaute aus. Ausgewachsene Männchen verlassen die Familiengruppe und siedeln sich häufig am Rand des Territoriums an, sie können jedoch auch weitere Strecken wandern und legen dann bis zu 15 Kilometer pro Tag zurück.

## Systematik
Das Waldsteppenmurmeltier wird als eigenständige Art innerhalb der Murmeltiere (Gattung Marmota) eingeordnet, die aus fünfzehn Arten besteht. Die wissenschaftliche Erstbeschreibung stammt von den russischen Zoologen Sergei Uljanowitsch Stroganow und Boris Stepanowitsch Judin aus dem Jahr 1956. Innerhalb der Art werden neben der Nominatform keine Unterarten unterschieden.

## Status, Bedrohung und Schutz
Das Waldsteppenmurmeltier wird von der International Union for Conservation of Nature and Natural Resources (IUCN) nicht gelistet. In den Listen gefährdeter Arten von Tomsk und Kusbas werden die Bestände als rapide abnehmend beschrieben. Die Bejagung stellt einen der Hauptgründe für den Rückgang der Bestände dar.

## Belege
1. 1 2 3 4 5 6 7 8 9 10 11  Richard W. Thorington Jr., John L. Koprowski, Michael A. Steele: Squirrels of the World. Johns Hopkins University Press, Baltimore MD 2012, ISBN 978-1-4214-0469-1, S. 281–282.